# Self Portrait (альбом Боба Дилана)
Self Portrait (с англ. — «Автопортрет») — десятый студийный альбом американского автора-исполнителя Боба Дилана, выпущен в июне 1970 года на лейбле Columbia Records.

## Об альбоме
Второй (после Blonde on Blonde) двойной альбом Дилана. Состоит главным образом из кавер-версий известных поп- и фолк-песен, а также включающий несколько инструменталов, собственных песен и концертных номеров, записанных с музыкантами группы The Band.
Студийные треки записывались в несколько этапов. Первые студийные сессии прошли 24 и 26 апреля, и 3 мая 1969 года в нэшвиллских Columbia Music Row Studios, всего два месяца спустя после сессий Nashville Skyline. По прошествии почти года, в начале марта 1970 года, музыкант продолжил свою работу уже в нью-йоркской Studio B Columbia Records. Остаток месяца и начало апреля он провёл ещё несколько сессий для записей дополнительных дорожек к имевшемуся материалу. Эта деятельность продолжалась преимущественно в вышеуказанной нэшвиллской студии, с кратковременным двухдневным визитом в Columbia Studio B в Голливуде.
Большая часть песен альбома исполнена в кантри-манере напевным голосом, который он продемонстрировал на своём предыдущем альбоме Nashville Skyline. Отмеченный некоторыми как преднамеренно сюрреалистический, данный альбом после выхода получил весьма нелестные оценки критиков.
Однако несмотря на негативные рецензии, альбом в США поднялся до четвёртой позиции и довольно быстро стал золотым, а в Британии занял первую позицию.

## Список композиций
| №  | Название                              | Автор(ы)                               | Дата и место записи          | Длительность |
| -- | ------------------------------------- | -------------------------------------- | ---------------------------- | ------------ |
| 1. | «All the Tired Horses»                | Боб Дилан                              | 5 марта 1970 года, Нью-Йорк  | 3:11         |
| 2. | «Alberta #1»                          | народная                               | 5 марта 1970 года, Нью-Йорк  | 2:55         |
| 3. | «I Forgot More Than You’ll Ever Know» | Сесил Эй Нулл                          | 26 апреля 1969 года, Нашвилл | 2:22         |
| 4. | «Days of ’49»                         | Алан Ломакс, Джон Ломакс, Фрэнк Уорнер | 4 марта 1970 года, Нью-Йорк  | 5:42         |
| 5. | «Early Mornin’ Rain»                  | Гордон Лайтфут                         | 4 марта 1970 года, Нью-Йорк  | 3:31         |
| 6. | «In Search of Little Sadie»           | народная                               | 3 марта 1970 года, Нью-Йорк  | 2:26         |

| №  | Название                                   | Автор(ы)                                | Дата и место записи                                   | Длительность |
| -- | ------------------------------------------ | --------------------------------------- | ----------------------------------------------------- | ------------ |
| 1. | «Let It Be Me»                             | Жильбер Беко, Манн Кёртис, Пьер Деланоэ | 26 апреля 1969 года, Нашвилл                          | 2:58         |
| 2. | «Little Sadie»                             | народная                                | 3 марта 1970 года, Нью-Йорк                           | 1:58         |
| 3. | «Woogie Boogie»                            | Боб Дилан                               | 3 марта 1970 года, Нью-Йорк                           | 2:06         |
| 4. | «Belle Isle»                               | народная                                | 3 марта 1970 года, Нью-Йорк                           | 2:28         |
| 5. | «Living the Blues»                         | Боб Дилан                               | 24 апреля 1969 года, Нашвилл                          | 2:41         |
| 6. | «Like a Rolling Stone» (концертная запись) | Боб Дилан                               | 31 августа 1969 года во время фестиваля Isle of Wight | 5:14         |

| №  | Название                                              | Автор(ы)                                        | Дата и место записи                                   | Длительность |
| -- | ----------------------------------------------------- | ----------------------------------------------- | ----------------------------------------------------- | ------------ |
| 1. | «Copper Kettle»                                       | Альберт Франк Беддоу                            | 3 марта 1970 года, Нью-Йорк                           | 3:32         |
| 2. | «Gotta Travel On»                                     | Пол Клейтон, Ларри Эрлих, Дэвид Лазар, Том Сикс | 5 марта 1970 года, Нью-Йорк                           | 3:04         |
| 3. | «Blue Moon»                                           | Лоренц Харт, Ричард Роджерс                     | 3 мая 1969 года, Нашвилл                              | 2:26         |
| 4. | «The Boxer»                                           | Пол Саймон                                      | 3 марта 1970 года, Нью-Йорк                           | 2:45         |
| 5. | «Quinn the Eskimo (Mighty Quinn)» (концертная запись) | Боб Дилан                                       | 31 августа 1969 года во время фестиваля Isle of Wight | 2:54         |
| 6. | «Take Me as I Am (Or Let Me Go)»                      | Будло Брайант                                   | 26 апреля 1969 года, Нашвилл                          | 2:59         |

| №                   | Название                                | Автор(ы)                     | Дата и место записи                                   | Длительность |
| ------------------- | --------------------------------------- | ---------------------------- | ----------------------------------------------------- | ------------ |
| 1.                  | «Take a Message to Mary»                | Будло Брайант, Фелис Брайант | 3 мая 1969 года, Нашвилл                              | 2:44         |
| 2.                  | «It Hurts Me Too»                       | народная                     | 3 марта 1970 года, Нью-Йорк                           | 3:16         |
| 3.                  | «Minstrel Boy» (концертная запись)      | Боб Дилан                    | 31 августа 1969 года во время фестиваля Isle of Wight | 3:29         |
| 4.                  | «She Belongs to Me» (концертная запись) | Боб Дилан                    | 31 августа 1969 года во время фестиваля Isle of Wight | 2:42         |
| 5.                  | «Wigwam»                                | Боб Дилан                    | 4 марта 1970 года, Нью-Йорк                           | 3:08         |
| 6.                  | «Alberta #2»                            | народная                     | 5 марта 1970 года, Нью-Йорк                           | 3:20         |
| Общая длительность: | Общая длительность:                     | Общая длительность:          | Общая длительность:                                   | 73:51        |

## Участники записи
Приведены по сведениям книги Клинтона Хейлина Bob Dylan: A Life in Stolen Moments: Day by Day 1941—1995 и сайта Улофа Бьорнера, нумерация треков указана по изданию в формате компакт-диска.
Музыканты:
- Боб Дилан — ведущий вокал (все песни), акустическая гитара (все песни), электрогитара (все песни), фортепиано (все песни, кроме 12, 17, 21, 22)

Студийные записи:
- Чарли Дэниелс — гитара (в песнях 1, 3, 5, 7, 9, 10, 11, 13, 18, 24)
- Норман Блейк[англ.] — гитара (в песнях 3, 7, 15, 18, 19)
- Фред Ф. Картер[англ.] — гитара (в песнях 3, 7, 10, 15, 16, 18, 19)
- Дэвид Бромберг[англ.] — гитара (в песнях 1, 2, 4, 5, 6, 8, 9, 10, 13, 14, 16, 20, 23, 24), бас-гитара (в песнях 1, 2, 4, 5, 6, 8, 9, 10, 13, 14, 16, 20, 23, 24), добро (в песнях 1, 2, 4, 5, 6, 8, 9, 10, 13, 14, 16, 20, 23, 24)
- Рон Корнелиус[англ.] — гитара (в песнях 5, 9)
- Бабба Фаулер — гитара (в песнях 1, 5, 9, 10, 13)
- Питер Дрейк[англ.] — педальная слайд-гитара (в песнях 3, 7, 11, 15, 18, 19)
- Чарли Маккой[англ.] — бас-гитара (в песнях 3, 7, 11, 18), гитара (в песнях 1, 2, 4, 8), контрабас (в песнях 5, 9), губная гармошка (в песнях 5, 9)
- Стью Вудс — бас-гитара (в песнях 1, 2, 4, 5, 14, 23, 24)
- Боб Мур[англ.] — бас-гитара (в песнях 1, 4, 8, 10, 13)
- Дуг Кершоу[англ.] — скрипка (в песнях 15, 19)
- Эмануэль Грин — скрипка (в песнях 1, 2, 14, 24)
- Эл Купер — орган (в песнях 1, 4, 5, 6, 8, 10, 13, 14, 16, 20, 23, 24), фортепиано (в песнях 1, 4, 5, 6, 8, 10, 13, 14, 16, 20, 23, 24)
- Боб Уилсон — фортепиано (в песнях 3, 7, 11, 15, 18, 19)
- Билл Пёрселл[англ.] — фортепиано (в песнях 1, 10, 13)
- Кеннет Баттри[англ.] — ударные (в песнях 1—5, 7—11, 13—16, 18, 19)
- Элвин Роджерс — ударные (в песнях 1, 2, 4, 5, 14, 23, 24)
- Билл Уокер[англ.] — аранжировки, дирижёр (в песнях 1, 10, 13)
- Карл Химмель — кларнет (в песнях 1, 5, 9, 10, 13), саксофон (в песнях 1, 5, 9, 10, 13), тромбон (в песнях 1, 5, 9, 10, 13)

| - Джин А. Маллинз — эуфониум (в песнях 5, 9) - Рекс Пир — тромбон (в песнях 5, 9) - Деннис А. Гуд — тромбон (в песнях 5, 9) - Фрэнк Си Смит — тромбон (в песнях 5, 9) - Байрон Т. Бах — виолончель (в песнях 5, 9) - Марта МакКрори — виолончель (в песнях 5, 9) - Гэри Ван Осдейл — альт (в песнях 5, 9) - Лилиан В. Хант — скрипка (в песнях 5, 9) - Шелдон Курланд — скрипка (в песнях 5, 9) - Мартин Катан — скрипка (в песнях 5, 9) - Марвин Чантри — скрипка (в песнях 5, 9) - Брентон Бэнкс — скрипка (в песнях 5, 9) | - Джордж Бинкли III — скрипка (в песнях 5, 9) - Соли Фотт — скрипка (в песнях 5, 9), альт (в песнях 5, 9) - Барри Макдональд — скрипка (в песнях 5, 9) - Альберт Винн Батлер — кларнет, саксофон (в песне 24) - Долорес Эджин — бэк-вокал (в песнях 5, 9, 15, 19) - Дотти Диллард — бэк-вокал (в песнях 15, 19) - Кэрол Монтгомери — бэк-вокал (в песнях 5, 9) - Джун Пейдж — бэк-вокал (в песнях 5, 9) - Альбертин Робинсон — бэк-вокал (в песнях 1, 14, 24) - Маэрета Стюарт — бэк-вокал (в песнях 1, 14, 24) - Хильда Харрис — бэк-вокал (в песнях 1, 14, 24) |

Музыкальные справки сессий наложения за 26 и 27 марта 1970 года в голливудской студии Columbia Studio B утрачены. Доработанные в ходе них треки неизвестны
Список задействованных на этих сессиях музыкантов:

| - Фредерик Хилл — труба - Оливер Митчелл — труба - Энтони Терран — труба - Джо Осборн — гитара, бас - Бенджамин Барретт — бэк-вокал - Билли Барнум — бэк-вокал | - Ричард Дэрис — бэк-вокал - Джерри Энджерман — бэк-вокал - Венетта Филдс — бэк-вокал - Боб Джонстон — бэк-вокал - Клайди Кинг — бэк-вокал - Дженджер Блейк Шакне — бэк-вокал |

| Концертные записи: - Робби Робертсон — гитара (в песнях 12, 17, 21, 22) - Ричард Мануэль — фортепиано (в песнях 12, 17, 21, 22) - Гарт Хадсон — орган (в песнях 12, 17, 21, 22) - Рик Данко — бас-гитара (в песнях 12, 17, 21, 22) - Левон Хелм — ударные (в песнях 12, 17, 21, 22) |

| Технический персонал: - Боб Джонстон — музыкальный продюсер - Дон Пулюс — звукоинженер - Глин Джонс — звукоинженер - Нил Уилбёрн — звукоинженер - Рон Коро — художественное оформление | Технический персонал: - Боб Дилан — картина на лицевой стороне конверта пластинки - Эл Клейтон — фотографии - Джон Коэн — фотографии - Camera Press — фотографии |

## Позиции в хит-парадах и коммерческие показатели
| Год  | Хит-парад                           | Высшая позиция | Пребывание в чарте |
| ---- | ----------------------------------- | -------------- | ------------------ |
| 1970 | Великобритания (UK Albums Chart)    | 1              | 15 недель          |
| 1970 | Италия (Musica e dischi)            | 10             | 10 недель          |
| 1970 | Канада (RPM Albums Chart)           | 3              | 20 недель          |
| 1970 | Нидерланды (Hilversum 3 LP Top 10)  | 3              | 9 недель           |
| 1970 | Норвегия (VG-lista)                 | 3              | 16 недель          |
| 1970 | США (Billboard Top LPs)             | 4              | 22 недели          |
| 1970 | Финляндия (Suomen virallinen lista) | 15             | 4 недели           |
| 1970 | ФРГ (Offizielle Top 100)            | 29             | 2 недели           |

| Хит-парад (1970) | Позиция |
| ---------------- | ------- |
| Италия (FIMI)    | 39      |

| Регион | Сертификация | Продажи  |
| --- | ------------ | -------- |
| США (RIAA) | Золотой      | 500 000^ |
| * Данные о продажах приведены только на основе сертификации. ^ Данные о тиражах приведены только на основе сертификации. |              |          |